# Scribus
Scribus este un program  desktop publishing (DTP) pentru platforma UNIX, bazat pe biblioteca Qt, și cunoscut pentru capabilități comparabile cu cele ale altor aplicații DTP majore, precum Adobe PageMaker, PagePlus, QuarkXPress sau Adobe InDesign. Flexibilitatea și abilitatea programului de a crea fișiere pentru echipamentele de tipărire profesională, îl face ideal pentru typesetting de ziare mici, broșuri, postere, cărți, etc.
Scribus este publicat sub licență GNU GPL și este software liber. Începând cu versiunea 1.3.0 (iulie 2005), porturi Scribus sunt disponibile și pentru platformele Microsoft Windows și Mac OS. Un manual Scribus este disponibil începând cu data de 19 ianuarie 2009, și este publicat de FLES Books.

## Capabilități
Scribus suportă toate formatele grafice majore, inclusiv Scalable Vector Grafics (SVG), precum și management de culoare cum ar fi CMYC și ICC. Programul include un driver de tipărire propriu PostScript level 3, care suporta font embedding și sub-setting de fonturi TrueType, Type 1 și OpenType.
Suportul PDF include transparență, encripție, form fields, adnotări, bookmarks, precum și un set larg de capabilități din specificațiile PDF 1.4 și PDF/x3. Deși exportul în format PDF este foarte bun, nu există suport de citire de fișiere PDF.
Formatul implicit pentru salvarea datelor se numește SLA și este un format XML. Text poate fi importat în format OpenDocument, OpenOffice.org Writer, Microsoft Word și HTML. Scribus nu poate importa documente în formatele native ale altor programe precum QuarkXPress, Microsoft Publisher, sau InDesign, o muncă de reverse engineering pentru implementarea unui asemenea suport putând crea probleme legale.
Datorită problemelor de licențiere, Scribus nu include suport pentru Pantone color matching system (PMS) care este inclus în unele sisteme DTP.
Scribus suportă parțial standardul Unicode.